# Michael J. García
Michael John García (Woodhaven, Michigan; 8 de octubre de 1961) es un abogado, juez y exfuncionario del gobierno estadounidense.

## Primeros años
García nació en 1961 en el vecindario Woodhaven del distrito de Queens de la ciudad de Nueva York y creció en Valley Stream, donde asistió a Valley Stream Central High School en Long Island.
García, que originalmente tenía la intención de ser periodista, obtuvo una licenciatura y una maestría en literatura inglesa de SUNY Binghamton y el College of William and Mary, respectivamente. García finalmente decidió estudiar derecho y se graduó como valedictorian en la Albany Law School de la Union University en 1989.

## Carrera profesional
Después de la escuela de derecho, García ejerció la abogacía corporativa durante un año en el bufete de abogados de Wall Street, Cahill Gordon & Reindel. Luego se desempeñó como asistente legal de la jueza Judith Kaye de la Corte de Apelaciones de Nueva York de 1990 a 1992.

### Fiscal Federal Auxiliar en el Distrito Sur de Nueva York (1992–2001)
De 1992 a 2001, García fue fiscal en la Oficina del Fiscal Federal para el Distrito Sur de Nueva York. En ese cargo, estuvo íntimamente involucrado en una serie de investigaciones y juicios de terrorismo de alto perfil. 
A los pocos meses de unirse a la Oficina, García fue asignado al equipo de juicio que procesaba a cuatro acusados por perpetrar el atentado contra el World Trade Center de 1993. En el juicio que siguió, los cuatro acusados fueron condenados por todos los cargos. Por su trabajo en ese caso recibió el Premio del Fiscal General por Servicio Excepcional, la recompensa más alta otorgada por el Departamento de Justicia de los Estados Unidos. García dijo que el caso "definiría mi carrera en el servicio del Gobierno". 
En 1995 se fue a Manila en Filipinas para dirigir la investigación y el enjuiciamiento de la conspiración terrorista dirigida por Ramzi Yousef y Jalid Sheij Mohammed para bombardear 12 aviones estadounidenses que volaban de Asia a Estados Unidos. En 1996, Yousef y otros dos acusados fueron condenados por todos los cargos. Por su trabajo en ese caso, García recibió su segundo Premio del Fiscal General por Servicio Excepcional. 
García fue asignado como uno de los fiscales principales en el caso contra cuatro agentes de Al Qaeda enjuiciados en Nueva York por perpetrar los atentados con bombas en la embajada de Estados Unidos en 1998 en Dar es-Salam, Tanzania y Nairobi, Kenia, en los que murieron más de 200 personas. El jurado emitió veredictos de culpabilidad en los 302 cargos de los cuatro acusados. Por su trabajo en ese caso, García recibió el Premio al Servicio Distinguido del procurador general y el Medallón del Sello de la Agencia de la CIA por sus esfuerzos de coordinación con la comunidad de inteligencia.

### Subsecretario de Comercio para el Control de las Exportaciones (2001-2002)
Desde agosto de 2001 hasta noviembre de 2002 se desempeñó como Subsecretario de Comercio para el Control de Exportaciones confirmado por el Senado en el Departamento de Comercio de los Estados Unidos. En ese cargo, "fue el principal ejecutor federal de las leyes de control de exportaciones de doble uso".

### Comisionado en funciones del Servicio de Inmigración y Naturalización de EE. UU. (2002-2003)
García se desempeñó como Comisionado Interino del Servicio de Inmigración y Naturalización de los Estados Unidos (INS) desde diciembre de 2002 hasta febrero de 2003. En ese puesto dirigió la transición de la agencia al Departamento de Seguridad Nacional.

### Subsecretario de Inmigración y Control de Aduanas (2003-2005)
De marzo de 2003 a 2005 se desempeñó en el Departamento de Seguridad Nacional como Subsecretario de Inmigración y Control de Aduanas (ICE) confirmado por el Senado, la segunda agencia de investigación más grande del gobierno de los Estados Unidos después del FBI. 
El 15 de enero de 2004, García anunció que el gobierno había desmantelado una red internacional de pornografía infantil con sede en Bielorrusia, incluido el arresto de más de 30 personas por cargos federales relacionados con la pornografía infantil y el lavado de dinero. El 19 de marzo de 2005, García anunció un acuerdo de inmigración civil récord de $ 11 millones de dólares con Walmart por el uso de varios cientos de trabajadores de limpieza indocumentados. 
Coincidiendo con este período, de 2003 a 2006, también fue Vicepresidente para las Américas de Interpol, la organización policial internacional. Mientras era vicepresidente, se desempeñó en el comité ejecutivo de Interpol, el organismo encargado de supervisar el presupuesto y la dirección estratégica de la agencia.

### Fiscal de los Estados Unidos para el Distrito Sur de Nueva York (2005-2008)
García se desempeñó como Fiscal Federal confirmado por el Senado para el Distrito Sur de Nueva York desde septiembre de 2005 hasta el 1 de diciembre de 2008. Según The Wall Street Journal, bajo su mandato su "oficina se hizo conocida por el enjuiciamiento exitoso de casos relacionados con la corrupción y el terrorismo". En casos criminales notables de cuello blanco, "obtuvo declaraciones de culpabilidad en un caso de fraude contra ex ejecutivos de la empresa financiera colapsada Refco Inc. y procesó con éxito tanto el uso de información privilegiada a gran escala en las firmas de Wall Street como los casos de retroacción de opciones sobre acciones". También supervisó "una serie de casos de corrupción pública de alto perfil", incluido el escándalo de prostitución de Eliot Spitzer, donde se negó a procesar a Spitzer por violar la Ley Mann y el enjuiciamiento de varios políticos estatales y funcionarios de la ciudad, como el ex comisionado de policía Bernard Kerik y el recaudador de fondos político demócrata Norman Hsu. 
En el ámbito internacional, su oficina "procesó con éxito los casos de corrupción derivados del escándalo de petróleo por alimentos de las Naciones Unidas". García también dirigió el procesamiento del traficante de armas ruso Víktor But, conocido como el "Mercader de la Muerte". El 6 de marzo de 2008, García anunció el arresto de Bout en Bangkok (Tailandia) como "la culminación de una investigación encubierta a largo plazo de la DEA que se extendió por todo el mundo" y dijo que "marca el final del reinado de uno de los más buscados del mundo". traficantes de armas". El 13 de abril de 2013, Rusia incluyó a García en la lista negra para que no ingresara al país en represalia por su papel en el arresto y enjuiciamiento de Bout. 

### Socio de Kirkland & Ellis (2009-2016)
En febrero de 2009, García se incorporó al bufete de abogados internacional Kirkland & Ellis como socio en la oficina de Nueva York del Litigation Practice Group. Dirigió la práctica de Investigaciones Internas, Regulatorias y de Gobierno para la oficina de la firma en Nueva York. En Kirkland & Ellis, estuvo involucrado en asuntos relacionados con información privilegiada, controles de exportación, la Ley de Prácticas Corruptas en el Extranjero , refugios fiscales en el extranjero y robo de secretos comerciales. 

#### Presidente de la sala de instrucción de la Comisión de Ética de la FIFA (2012-2014)
El 17 de julio de 2012 a raíz de las reformas anticorrupción anunciadas por Joseph Blatter, presidente de la FIFA , organismo rector del fútbol de la asociación mundial, la organización nombró a García como presidente de la cámara de investigación de la Comisión de Ética de la FIFA , mientras el juez alemán Hans-Joachim Eckert fue designado presidente de la sala de decisiones del Comité de Ética. 
En agosto de 2012, García declaró su intención de investigar el proceso de licitación y la decisión de otorgar, respectivamente, el derecho a albergar la Copa Mundial de la FIFA 2018 y 2022 a Rusia y Catar por parte del Comité Ejecutivo de la FIFA. García entregó su consiguiente informe de 350 páginas en septiembre de 2014, y Eckert posteriormente anunció que no se haría público por razones legales. 
El 13 de noviembre de 2014, Eckert publicó un resumen de 42 páginas de sus hallazgos después de revisar el informe de García. El resumen absolvió tanto a Rusia como a Catar de cualquier irregularidad durante la licitación para las Copas Mundiales de 2018 y 2022, dejando a Rusia y Catar libres para organizar sus respectivas Copas Mundiales. 
La FIFA acogió con satisfacción "el hecho de que se haya alcanzado cierto grado de cierre", mientras que Associated Press escribió que el resumen de Eckert "fue denunciado por los críticos como un encubrimiento". Horas después de la publicación del resumen de Eckert, el propio García lo criticó por ser "materialmente incompleto" con "representaciones erróneas de los hechos y conclusiones", al tiempo que declaró su intención de apelar a la Comisión de Apelaciones de la FIFA. El 16 de diciembre de 2014, la Comisión de Apelaciones de la FIFA desestimó la apelación de García contra el resumen de Eckert como "no admisible". La FIFA también declaró que el resumen de Eckert "no era legalmente vinculante ni apelable". Un día después, García renunció a su cargo de investigador de ética de la FIFA en protesta por la conducta de la FIFA, citando una "falta de liderazgo" y perdió la confianza en la independencia de Eckert de la FIFA. 
En junio de 2015, las autoridades suizas dijeron que el informe tenía poco valor.

### Tribunal de Apelaciones (2016-presente)
García fue nombrado Juez Asociado de la Corte de Apelaciones de Nueva York por el gobernador Andrew M. Cuomo el 20 de enero de 2016. Fue confirmado por el Senado del Estado de Nueva York y tomó juramento el 8 de febrero de 2016. En 2017, Adam Goldman de The New York Times informó que García fue visto favorablemente por algunos agentes del FBI, ya que se consideraba que reemplazaba a James Comey . 

## Servicio comunitario
García ha sido miembro del consejo de administración de El Museo del Barrio (un museo de Manhattan especializado en arte latinoamericano y caribeño) desde 2010. Desde 2013 se ha desempeñado como el primer vicepresidente del consejo del museo. En marzo de 2015 la junta de El Museo eligió a García como presidente. Su mandato como presidente comenzó el 3 de junio de ese año.

## Premios y honores
Los premios y honores que García ha recibido incluyen:
- 1994: Premio del Fiscal General por Servicio Excepcional (por su trabajo en el juicio de 1993 a 1994 de cuatro acusados condenados por el atentado con bomba del World Trade Center de 1993)
- 1997: Premio del Fiscal General por Servicio Excepcional (por su trabajo en el juicio de 1996 de Ramzi Yousef y otros dos condenados por conspirar para bombardear 12 aviones estadounidenses)
- 2002: Premio del Fiscal General al Servicio Distinguido (por su trabajo en el juicio de 2001 de cuatro agentes de al-Qaeda condenados por los atentados con bombas en la embajada de Estados Unidos en 1998 en África Oriental)
- 2002: Medallón de sello de la Agencia de la CIA (por sus esfuerzos de coordinación con la comunidad de inteligencia en el caso de atentados con bombas en la embajada de Estados Unidos en 1998)